# エリシオ
エリシオ（Helissio、1993年 - 2013年）とはフランスの競走馬および種牡馬である。第75回凱旋門賞、サンクルー大賞連覇などG1を5勝。1996年ジャパンカップにも参戦した。1996年カルティエ賞年度代表馬、最優秀3歳馬、最優秀3歳牡馬。

## 戦績
1996年3月のデビュー戦で10馬身差で勝利、続くノアイユ賞も勝利したことで一躍クラシック戦線へと踊り出た。次走リュパン賞も制し、3連勝でG1を勝利した。ジョッケクルブ賞（フランスダービー）では1番人気を集めたが、ラグマーの5着と惨敗、この敗戦で主戦騎手だったドミニク・ブフは降ろされ、次走からはオリビエ・ペリエが手綱を取ることになった。サンクルー大賞では古馬初対戦ながらも強豪スウェインを相手に逃げ切り、9月のニエル賞も制して臨んだ凱旋門賞では1番人気に支持されると2着ピルサドスキーに5馬身差をつけて優勝した。ペリエがゴールよりも遥か手前でガッツポーズを始めるほどの楽勝だった。この着差は凱旋門賞においてリボー、シーバードがつけた6馬身差に次いで大きな着差であった。その後日本に遠征しジャパンカップに参戦したがシングスピール、ファビラスラフインに交わされストラテジックチョイスとの3着同着に敗れた。この年の活躍が評価され、カルティエ賞年度代表馬、最優秀3歳牡馬、最優秀3歳馬に選出され、インターナショナル・クラシフィケーションではシガーの135ポンドに次ぐ134ポンドが与えられた。
翌年1997年にはドバイワールドカップへと参戦する予定だったが、集中豪雨でレースが延期になったことにより出走を取り消した。その後はガネー賞、サンクルー大賞(連覇)とG1を連勝し、キングジョージ6世&クイーンエリザベスダイヤモンドステークスへ駒を進めた。この競走はエリシオの他にもピルサドスキー、シングスピール、スウェインといった有力馬が集まり "The Race of the Decade" と称されるハイレベルなレースとなった。ここでもエリシオは1番人気に支持されたが、結果はスウェインとピルサドスキーに続く3着であった。その後、距離の壁を越えてマイル戦ムーラン・ド・ロンシャン賞にも挑戦し、仏2000ギニー馬のデイラミに先着して当時の世界最強マイラーであるスピニングワールドの2着に入った。連覇を狙った凱旋門賞では勝ったパントレセレブルから7馬身差の6着に敗れ、このレースを最後に引退、種牡馬となった。
凱旋門賞でペリエは大逃げという戦法を選んだが、ペリエは後のインタビューでこの戦法について「日本で騎乗していなかったら、このような大胆な戦法をとることはできなかった」と語っている。

### 競走成績
| 出走日     | 競馬場     | 競走名                     | 格 | 距離    | 着順 | 騎手           | 着差      | 1着（2着）馬     |
| ---------- | ---------- | -------------------------- | -- | ------- | ---- | -------------- | --------- | ---------------- |
| 1996.03.25 | エヴリ     | モンターニュ賞             |    | 芝2000m | 1着  | D.ブフ         | 10馬身    | (Nobel Tycoon)   |
| 1996.04.07 | ロンシャン | ノアイユ賞                 | G2 | 芝2200m | 1着  | D.ブフ         | 4馬身     | (Arbatax)        |
| 1996.05.12 | ロンシャン | リュパン賞                 | G1 | 芝2100m | 1着  | D.ブフ         | 3/4馬身   | (Loup Solitaire) |
| 1996.06.02 | シャンティ | ジョッケクルブ賞           | G1 | 芝2400m | 5着  | D.ブフ         | 3馬身     | Ragmar           |
| 1996.06.30 | サンクルー | サンクルー大賞             | G1 | 芝2400m | 1着  | O.ペリエ       | 1馬身     | (Swain)          |
| 1996.09.15 | ロンシャン | ニエル賞                   | G2 | 芝2400m | 1着  | O.ペリエ       | 1馬身     | (Darazari)       |
| 1996.10.06 | ロンシャン | 凱旋門賞                   | G1 | 芝2400m | 1着  | O.ペリエ       | 5馬身     | (Pilsudski)      |
| 1996.11.24 | 東京       | ジャパンC                  | G1 | 芝2400m | 3着  | O.ペリエ       | 1 1/4馬身 | Singspiel        |
| 1997.04.27 | ロンシャン | ガネー賞                   | G1 | 芝2100m | 1着  | O.ペリエ       | 6馬身     | (Le Destin)      |
| 1997.06.29 | サンクルー | サンクルー大賞             | G1 | 芝2400m | 1着  | C.アスムッセン | 5馬身     | (Magellano)      |
| 1997.07.26 | アスコット | KGVI&QEDS                  | G1 | 芝12f   | 3着  | C.アスムッセン | 2 1/4馬身 | Swain            |
| 1997.09.07 | ロンシャン | ムーラン・ド・ロンシャン賞 | G1 | 芝1600m | 2着  | O.ペリエ       | 3馬身     | Spinning World   |
| 1997.10.05 | ロンシャン | 凱旋門賞                   | GI | 芝2400m | 6着  | D.ブフ         | 7馬身     | Peintre Celebre  |

## 種牡馬
1997年に社台グループによって購入され、初年度からチューリップ賞優勝馬ヘルスウォールを、シャトル種牡馬として繋養されたオーストラリアではコーフィールドギニー・ヴィクトリアダービー・ローズヒルギニー（共に豪G1）優勝馬エレナスを出した。だが日本国内では思ったほど成績が伸びず、2005年5月に北アイルランドへと売却された。その後ポップロックが目黒記念を制し、豪G1メルボルンカップと有馬記念で2着に入る活躍を見せている。
2013年10月8日、心臓発作と思われる症状により死亡。

### 代表産駒
- 1999年産

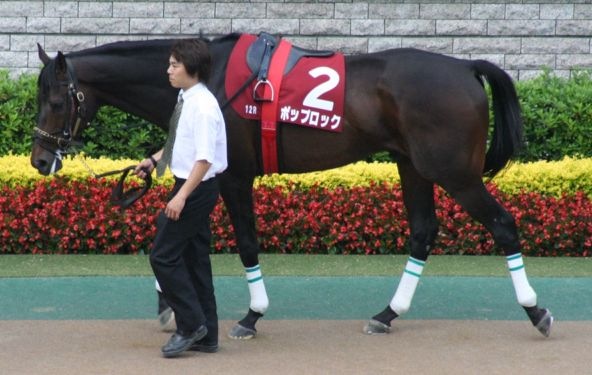
ポップロック（2001年産）

  - Helenus（コーフィールドギニー、ヴィクトリアダービー、ローズヒルギニー）
  - ヘルスウォール（チューリップ賞、ダリア賞）
  - シェーンクライト（フェニックス賞）
- 2000年産
  - タガノラフレシア（マリーゴールド賞、アイビーステークス）
- 2001年産
  - ポップロック（目黒記念2回、メルボルンカップ2着、有馬記念2着、ジャパンカップ2着）
  - スマートブレード（マイル争覇）
- 2004年産
  - エプソムアーロン（福永洋一記念2回、園田FCスプリント、トレノ賞2回、大高坂賞、オッズパークグランプリ、御厨人窟賞）[3]

### 母の父としての代表産駒
- 2006年産
  - シェーンヴァルト（デイリー杯2歳ステークス）
  - ミヤノオードリー（九州大賞典、ロータスクラウン賞）
- 2007年産
  - コスモヘレノス（ステイヤーズステークス）
- 2008年産
  - サダムパテック（マイルチャンピオンシップ、東京スポーツ杯2歳ステークス、弥生賞、京王杯スプリングカップ、中京記念）
  - アドマイヤラクティ（コーフィールドカップ、ダイヤモンドステークス）
- 2009年産
  - ユーロビート（東京記念2回、マーキュリーカップ、金盃）[4]
- 2010年産
  - カイカヨソウ（ブリーダーズゴールドジュニアカップ、フローラルカップ、東京2歳優駿牝馬、ユングフラウ賞、東京プリンセス賞、ロジータ記念）
- 2011年産
  - マーブルカテドラル（アルテミスステークス）
- 2012年産
  - ステージインパクト（道営記念、赤レンガ記念）
- 2013年産
  - ジュールポレール（ヴィクトリアマイル）
- 2015年産
  - オウケンムーン（共同通信杯）[5]
  - ヒダルマ（摂津盃）
- 2016年産
  - アドマイヤジャスタ（函館記念）

## 血統表
| エリシオ (Helissio)の血統 | エリシオ (Helissio)の血統       | エリシオ (Helissio)の血統 | （血統表の出典）   | （血統表の出典） |
| 父系                      | ノーザンダンサー系              | ノーザンダンサー系        | ノーザンダンサー系 | [ § 2 ]          |
| 父 Fairy King 1982 鹿毛   | 父の父Northern Dancer 1961 鹿毛 | Nearctic                  | Nearco             | Nearco           |
| 父 Fairy King 1982 鹿毛   | 父の父Northern Dancer 1961 鹿毛 | Nearctic                  | Lady Angela        |                  |
| 父 Fairy King 1982 鹿毛   | 父の父Northern Dancer 1961 鹿毛 | Natalma                   | Native Dancer      | Native Dancer    |
| 父 Fairy King 1982 鹿毛   | 父の父Northern Dancer 1961 鹿毛 | Natalma                   | Almahmoud          |                  |
| 父 Fairy King 1982 鹿毛   | 父の母Fairy Bridge 1975 鹿毛    | Bold Reason               | Hail to Reason     | Hail to Reason   |
| 父 Fairy King 1982 鹿毛   | 父の母Fairy Bridge 1975 鹿毛    | Bold Reason               | Lalun              |                  |
| 父 Fairy King 1982 鹿毛   | 父の母Fairy Bridge 1975 鹿毛    | Special                   | Forli              | Forli            |
| 父 Fairy King 1982 鹿毛   | 父の母Fairy Bridge 1975 鹿毛    | Special                   | Thong              |                  |
| 母 Helice 1988 鹿毛       | 母の父Slewpy 1980 黒鹿毛        | Seattle Slew              | Bold Reasoning     | Bold Reasoning   |
| 母 Helice 1988 鹿毛       | 母の父Slewpy 1980 黒鹿毛        | Seattle Slew              | My Charmer         |                  |
| 母 Helice 1988 鹿毛       | 母の父Slewpy 1980 黒鹿毛        | Rane Bouquet              | Prince John        | Prince John      |
| 母 Helice 1988 鹿毛       | 母の父Slewpy 1980 黒鹿毛        | Rane Bouquet              | Forest Song        |                  |
| 母 Helice 1988 鹿毛       | 母の母Hirondelle 1981 鹿毛      | Val de l'Orne             | Val de Loir        | Val de Loir      |
| 母 Helice 1988 鹿毛       | 母の母Hirondelle 1981 鹿毛      | Val de l'Orne             | Aglae              |                  |
| 母 Helice 1988 鹿毛       | 母の母Hirondelle 1981 鹿毛      | Hermanville               | Cutlass            | Cutlass          |
| 母 Helice 1988 鹿毛       | 母の母Hirondelle 1981 鹿毛      | Hermanville               | Peaceful Lane      |                  |
| 母系(F-No.)               | (FN:10-c)                       | (FN:10-c)                 | (FN:10-c)          | [ § 3 ]          |
| 5代内の近親交配           | アウトブリード                  | アウトブリード            | アウトブリード     | [ § 4 ]          |
| 出典                      | 1. 2. 3. 4.                     | 1. 2. 3. 4.               | 1. 2. 3. 4.        | 1. 2. 3. 4.      |